# 莉夏迪斯

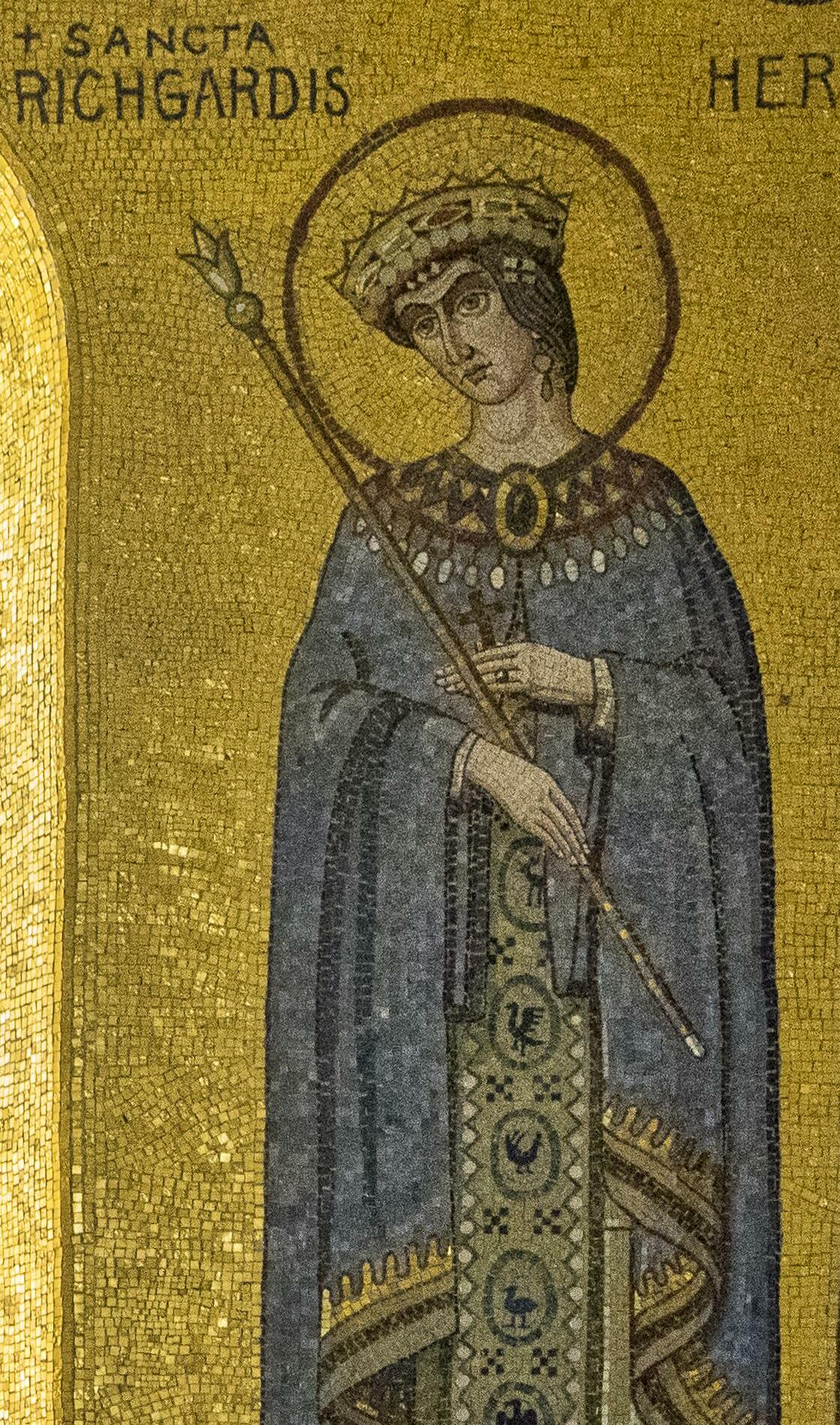
莉夏迪斯

莉夏迪斯（Richarde de Souabe，约840年– 894年9月18日），是胖子查理之妻，她生于阿尔萨斯，于862年与胖子查理结婚 ，并于881年在罗马由若望八世加冕為加洛林王朝皇后。她曾任昂德洛修道院首任女修道院院长。
887年，莉夏迪斯被胖子查理及其大臣指控通奸。 胖子查理声称夫妻二人从未有過圆房，并要求离婚。 
後來莉夏迪斯前往別處隱居。她于1049年被追封圣徒。 